# تشيهيرو إيواساكي
تشيهيرو إيواساكي (باليابانية: いわさきちひろ) هي رسامة ورسامة توضيحية يابانية، ولدت في 15 ديسمبر 1918 في Takefu, Fukui ‏ في اليابان، وتوفيت في 8 أغسطس 1974 في طوكيو في اليابان.

## وصلات خارجية
- تشيهيرو إيواساكي على موقع ديسكوغز (الإنجليزية)